# Kyogo Furuhashi
Kyogo Furuhashi (古橋 亨梧, Furuhashi Kyogo; Ikoma, 20 de janeiro de 1995) é um futebolista japonês que atua como ponta e meia. Atualmente joga pelo Birmingham.

## Carreira

### Início
Furayashi começou a sua carreira futebolística no Sakuragaoka FC, indo posteriormente para o Aspegas Ikoma FC e para escola Kokoku High School, antes de ir para a Universidade de Chuo. Em seu primeiro ano pela universidade, foi seleccionado para a All-Japan University Team em 2013 e no seu quarto ano tentou ingressar em vários clubes da J.League na tentativa de se tornar um jogador profissional, mas não recebeu qualquer oferta e quase desistiu de se tornar um jogador de futebol. No final, Furuhashi conseguiu ser aceito no FC Gifu.

### FC Gifu
Foi contratado pelo Gifu para disputar a J.League 2 de 2017. Foi alçado pelo técnico Takeshi Oki, sendo titular em todos os jogos desde o início da época. Em 2018, foi o MVP do mês de maio, depois de ter marcado em 5 jogos consecutivos a partir da 13a rodada da temporada; no final de julho, tinha marcado 11 gols.

### Vissel Kobe

#### 2018
Em agosto do mesmo ano, se transferiu para o clube Vissel Kobe, tendo feito seu 1° gol contra o Jubilo Iwata em 11 de agosto. Continuou a jogar e ser titular, tendo feito 5 gols em 13 jogos ao longo dos seis meses seguintes da temporada.

#### 2019
Em 23 de novembro, marcou o gol da vitória contra o Cerezo Osaka na 32a rodada da J-League, para ajudar Kobe. Ao fim da temporada, ganhou também o prêmio de Jogador do Ano da J.League no final da época. Na semifinal da Copa do Imperador contra o Shimizu S-Pulse em 21 de dezembro de 2019, Furuhashi fez o 3° gol da vitória de 3 a 1, tendo sido campeão em cima do Kashima Antlers após vitória de 2 a 0.

#### 2020
Alterou seu número de camisa para 11 na época de 2020. Em 8 de fevereiro, levantou seu 2° título pelo Kobe ao se sagrar campeão da Supercopa do Japão de 2020, após empate de 3 a 3 e vitória de 3 a 2 nos pênaltis sobre o Yokohama S. Marinos.
Marcou um gol contra o Suwon Samsung Bluewings no dia 19 de fevereiro, no segundo jogo da fase de grupos do AFC de 2020 antes do início da época da J-League, e também fez 2 gols numa vitória contra o Consadole Sapporo no dia 20 de março. Ao todo fez 12 gols em 30 jogos na Liga Japonesa, e ganhou o prêmio de Jogador do Ano da J.League pelo segundo ano consecutivo.

#### 2021
Em 2 de maio, foi decisivo ao fazer 2 gols na vitória de 3 a 0 sobre o Sanfrecce Hiroshima.
Em 7 de abril, marcou pelo terceiro jogo consecutivo contra Oita Trinita na 8a rodada da J-League, e no dia 23 de junho marcou o seu primeiro hat-trick profissional contra o Yokohama FC, no 19a jogo da época. Foi o MVP da Liga no mês de junho, tendo um desempenho destacado ao fazer 4 gols em 2 jogos. Fez sua última partida pelo Vissel Kobe em 18 de julho, fazendo o gol de seu clube no empate de 1 a 1 com o Cerezo Osaka na J-League.
Em sua última temporada, fez 15 gols em 21 jogos pelo clube. Ao todo ficou 4 temporadas no Vissel Kobe, atuou em 111 partidas pelo Kobe, tendo feito 49 gols e distribuído 18 assistências.

### Celtic

#### 2021–22
Em 16 de julho de 2021, foi anunciada a sua contratação pelo Celtic, por milhões de euros 4 milhões e assinando por 4 anos. Sua transferência foi a mais cara de um jogador da J.League para a Europa.
Fez sua estreia no dia 31 de julho de 2021, na derrota de 2–1 para o Heart, em jogo válido pela 1.a rodada da Scottish Premiership. Fez seu 1.º gol pelo Celtic na vitória de 4 a 2 sobre o Jablonec, em jogo válido pela terceira pré-eliminatória da Liga Europa. Em 9 de agosto, Furuhashi fez um hat-trick na goleada de 6 a 0 sobre o Dundee FC, na 3.a rodada Liga Escocesa.
Fez um dos gols do Celtic na vitória de 2–0 sobre o AZ no jogo de ida dos Play-offs da Liga Europa da UEFA em 18 de agosto, tendo feito também o gol do clube escocês na derrota no jogo de volta por 2–1 em 26 de agosto. Marcou também em 11 de novembro, na vitória de 3–2 contra o Ferencvárosi na 4.ª rodada da Liga Europa e mais duas vezes no jogo seguinte, a vitória contra o Dundee por 4–2 na Liga Escocesa, sendo esse o 13.º gol de Furuhashi em apenas três meses de clube.
Em 20 de dezembro, fez os dois gols da vitória de 2–1 sobre o Hibernian e ajudou o Celtic a ganhar seu 20º título da Copa da Escócia. Também foi eleito para o time da temporada da Liga Escocesa de 2021–22.

#### 2022–23
Em 28 de agosto de 2022, fez um hat-trick na goleada 9–0 sobre o Dundee United pela Liga Escocesa. Em 18 de janeiro, integrou a Seleção feita pela JPFA dos melhores jogadores japoneses de 2022. Furuhashi foi principal jogador do Celtic na temporada, tendo contribuído para a tríplice coroa do clube na temporada: o título nacional (fazendo o gol decisivo na vitória de 2–0 sobre o Hearts que selou o título), Copa da Escócia (fazendo um dos gols da vitória de 3–1 sobre Inverness) e a Copa da Liga Escocesa (fazendo os dois gols da vitória de 2–1 sobre o arquirrival Rangers). Tambem foi eleito o melhor jogador da Escócia tanto pela SPFA (também foi eleito para a Seleção do Campeonato) quanto pela SPWA, além de ter sido o artilheiro da Premiership Escocesa com 27 gols em 36 partidas na competição.

### Rennes
No dia 27 de janeiro, o Rennes, da França, anunciou a contratação de Kyogo Furuhashi.

## Seleção Japonesa

### Principal
Foi convocado pela primeira vez para a Seleção Japonesa em novembro de 2019, e fez a sua estreia em um amistoso no qual o Japão perdeu de 4 a 1 para a Venezuela em 19 de novembro do mesmo ano.
Fez 2 gols na goleada de 14 a 0 sobre sobre o Mongólia em jogo válido pelas Eliminatórias da Copa do Mundo FIFA de 2022 – AFC. Em 7 de junho, fez seu 1° gol pela seleção na goleada de 4 a 1 no Tajiquistão, além de também ter dado uma assistência. Em 28 de setembro, foi um dos 26 convocados para disputar mais dois jogos das Eliminatórias da Copa do Mundo de 2022: conta a Arábia Saudita e Austrália, nos dias 9 e 12 de outubro, respectivamente.
Em 20 de maio de 2022, foi um dos 28 convocados para representar o Japão na Copa Kirin. Em 15 de setembro, foi convocado para os amistosos contra os Estados Unidos e Equador, em 23 e 27 de setembro, respectivamente. Apesar de participar das eliminatórias, Furuhashi acabou ficando de fora da lista final dos 26 convocados para a Copa do Mundo.
Não convocado para os primeiros jogos da Copa Kirin de 2023, Furuhashi voltou a ser chamada em 25 de maio para os dois últimos jogos contra El Salvador e Peru, nos dias 15 3 20 de junho, respectivamente. Fez o último gol da goleada de 6–0 sobre El Salvador.

## Estatísticas

### Clubes
| Clube             | Temporada         | Campeonato Nacional | Campeonato Nacional | Campeonato Nacional | Copa Nacional[a] | Copa Nacional[a] | Copa Nacional[a] | Competições Continentais[b] | Competições Continentais[b] | Competições Continentais[b] | Outros Torneios[c] | Outros Torneios[c] | Outros Torneios[c] | Total | Total | Total   |
| Clube             | Temporada         | Jogos               | Gols                | Assist.             | Jogos            | Gols             | Assist.          | Jogos                       | Gols                        | Assist.                     | Jogos              | Gols               | Assist.            | Jogos | Gols  | Assist. |
| ----------------- | ----------------- | ------------------- | ------------------- | ------------------- | ---------------- | ---------------- | ---------------- | --------------------------- | --------------------------- | --------------------------- | ------------------ | ------------------ | ------------------ | ----- | ----- | ------- |
| Gifu              | 2016              | 42                  | 6                   | 9                   | 2                | 0                | 2                | —                           | —                           | —                           | —                  | —                  | —                  | 44    | 6     | 11      |
| Gifu              | 2017              | 26                  | 11                  | 7                   | 1                | 0                | 0                | —                           | —                           | —                           | —                  | —                  | —                  | 27    | 11    | 7       |
| Gifu              | Total             | 68                  | 17                  | 16                  | 3                | 0                | 2                | 0                           | 0                           | 0                           | 0                  | 0                  | 0                  | 71    | 17    | 18      |
| Vissel Kobe       | 2018              | 13                  | 5                   | 1                   | —                | —                | —                | —                           | —                           | —                           | —                  | —                  | —                  | 13    | 5     | 1       |
| Vissel Kobe       | 2019              | 31                  | 10                  | 9                   | 6                | 2                | 0                | —                           | —                           | —                           | —                  | —                  | —                  | 37    | 12    | 9       |
| Vissel Kobe       | 2020              | 30                  | 12                  | 5                   | 1                | 0                | 0                | 7                           | 3                           | 1                           | 1                  | 1                  | 0                  | 39    | 16    | 6       |
| Vissel Kobe       | 2021              | 21                  | 15                  | 2                   | 1                | 1                | 0                | —                           | —                           | —                           | —                  | —                  | —                  | 22    | 16    | 2       |
| Vissel Kobe       | Total             | 95                  | 42                  | 17                  | 8                | 3                | 0                | 7                           | 3                           | 1                           | 1                  | 1                  | 0                  | 111   | 49    | 18      |
| Celtic            | 2021–22           | 20                  | 12                  | 2                   | 1                | 0                | 0                | 9                           | 5                           | 3                           | 3                  | 3                  | 0                  | 33    | 20    | 5       |
| Celtic            | 2022–23           | 36                  | 27                  | 3                   | 5                | 4                | 1                | 6                           | 0                           | 1                           | 3                  | 3                  | 0                  | 50    | 34    | 5       |
| Celtic            | 2023–24           | 38                  | 14                  | 5                   | 5                | 3                | 0                | 6                           | 2                           | 0                           | 1                  | 0                  | 0                  | 50    | 19    | 5       |
| Celtic            | 2024–25           | 22                  | 10                  | 3                   | 1                | 0                | 1                | 7                           | 1                           | 0                           | 2                  | 1                  | 0                  | 32    | 12    | 4       |
| Celtic            | Total             | 116                 | 63                  | 13                  | 12               | 7                | 2                | 28                          | 8                           | 4                           | 9                  | 7                  | 0                  | 165   | 85    | 19      |
| Total na carreira | Total na carreira | 279                 | 122                 | 46                  | 23               | 10               | 4                | 35                          | 11                          | 5                           | 10                 | 8                  | 0                  | 347   | 151   | 55      |

- a. ^ Jogos da Copa da Liga Japonesa, Copa do Imperador e Copa da Escócia
- b. ^ Jogos da Liga dos Campeões da AFC, Liga Europa da UEFA e Liga dos Campeões da UEFA
- c. ^ Jogos da Supercopa do Japão e Copa da Liga Escocesa

### Seleção
| Ano   |       |      |         |       |
| Ano   | Jogos | Gols | Assist. | Média |
| ----- | ----- | ---- | ------- | ----- |
| 2019  | 1     | 0    | 0       | 0     |
| 2020  | 0     | 0    | 0       | 0     |
| 2021  | 11    | 3    | 2       | 0,45  |
| 2022  | 4     | 0    | 0       | 0     |
| 2023  | 2     | 1    | 0       | 0,5   |
| Total | 18    | 4    | 2       | 0,31  |

#### Gols pela Seleção
| N. | Data                | Local                             | Resultado | Adversário   | Gols | Competição                             |
| -- | ------------------- | --------------------------------- | --------- | ------------ | ---- | -------------------------------------- |
| 1. | 30 de julho de 2021 | Fukuda Denshi Arena, Chiba, Japão | 14–0      | Mongólia     | 2    | Eliminatórias da Copa do Mundo de 2022 |
| 2. | 30 de julho de 2021 | Fukuda Denshi Arena, Chiba, Japão | 14–0      | Mongólia     | 2    | Eliminatórias da Copa do Mundo de 2022 |
| 3. | 7 de julho de 2021  | Panasonic Stadium Suita, Japão    | 4–1       | Tadjiquistão | 1    | Eliminatórias da Copa do Mundo de 2022 |
| 4. | 15 de junho de 2023 | Estádio de Toyota, Toyota, Japão  | 6–0       | El Salvador  | 1    | Copa Kirin de 2023                     |

## Títulos

### Vissel Kobe
- Copa do Imperador: 2019
- Supercopa do Japão: 2020

### Celtic
- Campeonato Escocês: 2021–22, 2022–23, 2023–24 e 2024–25
- Copa da Escócia: 2022–23 e 2023–24
- Copa da Liga Escocesa: 2021–22, 2022–23 e 2024–25

### Prêmios individuais
- Jogador do mês da J2 League: maio de 2018
- Jogador do Ano da J-League: 2019 e 2020
- Jogador do mês da J-League: junho de 2021
- Seleção da JPFA: 2022
- Seleção do Campeonato Escocês: 2021–22, 2022–23
- Futebolista do ano na Escócia pela SPFA: 2022–23
- Futebolista do ano na Escócia pela SFWA: 2022–23

### Artilharias
- Campeonato Escocês de Futebol: 2022–23 (27 gols)